# Marc Virgili
Marc Virgili o també Marc Virgini (en llatí Marcus Virgilius o Marcus Virginius), va ser un magistrat romà, germà o cosí germà de Tit Aufidi, que va viure al segle i aC.
Va ser elegit tribú de la plebs l'any 87 aC i a instigació del cònsol Luci Corneli Cinna, va acusar Luci Corneli Sul·la quan aquest està a punt de creuar a Grècia per anar a dirigir la guerra contra Mitridates VI Eupator. Sul·la el va ignorar i va sortir de Roma i va abandonar Itàlia. Plutarc l'anomena Virgini.